# ویلفردو گارسیا
ویلفردو گارسیا (به اسپانیایی: Wilfredo García‎؛ زادهٔ ۲۹ اکتبر ۱۹۷۷) کشتی‌گیر پیشین اهل کوبا در دستهٔ ۵۴ کیلوگرم کشتی آزاد است. او قهرمان مسابقات قهرمانی کشتی جهان در سال ۱۹۹۷ و برندهٔ مدال طلای بازی‌های پان امریکن ۱۹۹۹ است. او ملی‌پوش کوبا در بازی‌های المپیک ۲۰۰۰ سیدنی بود که با باخت در برابر هرمان کونتیف موفق به کسب مدال نشد.